# 35-та ракетна дивізія (СРСР)
35-та ракетна Червонопрапорна, орденів Кутузова та Олександра Невського дивізія (35 РД, в/ч 52929) — військове з'єднання ракетних військ стратегічного призначення СРСР чисельністю в дивізію, що існувало у 1960—1993 роках. Дивізія перебувала в складі 33-ї ракетної армії. Базувалася на Алтаї. На озброєнні мала міжконтинентальні балістичні ракети.
Після розпаду СРСР у 1992 році дивізія перейшла під юрисдикцію Росії як 35-та ракетна дивізія.

## Історія
У 1942 році в селищі Рубльово Московської області сформована 21-ша легка артилерійська бригада Резерву Ставки ВГК. Бригада входила до складу 6-ї артилерійської дивізії прориву 5-ї армії. До складу бригади увійшли:
- 200-й Червонопрапорний Померанський артилерійський полк;
- 1171-й артилерійський полк;
- 1314-й артилерійський полк.

Бригада почала війну у Жиздринській наступальній операції та Курській битві, пройшла через Мозир, Калинковичі, Карачов, Гомель, Мінськ, Варшаву, Берлін й скінчила на Ельбі. Бригада нагороджена орденом Червоного Прапора, орденом Олександра Невського і орденом Кутузова II ступеня.
Після закінчення війни бригада дислокувалася в місті Ратенов у Східній Німеччині.
У липні 1945 року частина отримала нове озброєння і була перейменована на 65-ту важку мінометну бригаду.
На підставі директиви Міністра оборони СРСР від травня 1960 року на базі управління та частин 65-ї важкої мінометної Червонопрапорної орденів Кутузова та Олександра Невського бригади 6-ї артилерійської дивізії прориву було сформовано управління 46-ї ракетної бригади Резерву Верховного Головного командування. Штаб бригади розташовувався в приміщеннях розформованої 65-ї важкої мінометної бригади у місті Прохолодний Кабардино-Балкарської АРСР. До складу 46-ї ракетної бригади увійшов 178-й ракетний полк (створений в серпня 1959 року), а пізніше, після сформування (в кінці 1960 р), 479-й Померанський ракетний орденів Кутузова та Богдана Хмельницького полк і 480-й Дрезденський ракетний полк.
18 квітня 1961 року бригада заступила на бойове чергування у складі чергових змін командного пункту (КП) РБР й чергових сил 178 рп (командир полку — підполковник Запорожець Михайло Іванович) (КП, 1 РДН (командир 1 РДН — майор Авдєєв Степан Миколайович) (з наземними пусковими установками і чотирма ракетами Р-12) (8К63)) і 1059-та ремонтно-технічна база.
Згідно з директивою Міністра оборони СРСР від квітня 1961 року 46-та ракетна бригада перетворена на 35-ту ракетну дивізію й увійшла до складу 43-ї повітряної армії (штаб — місто Вінниця Української РСР). Ордена разом з Бойовим прапором за належністю передані 35-й ракетній дивізії.
У 1961 році управління дивізії переведено у місто Орджонікідзе.
22 грудня 1963 року в ході стратегічного навчання «Гроза» під керівництвом Міністра оборони СРСР вперше в історії Ракетних військ стратегічного призначення в дивізії проведений пуск ракети з бойової стартової позиції.
У 1967 році управління дивізії передислоковано до селища Октябрське Пригородного району Північно-Осетинської АРСР.
З 3 по 8 червня 1968 року в ході стратегічного навчання «Весняний грім» під керівництвом Міністра оборони СРСР в дивізії вперше був проведений залп ракет.
18 липня 1974 року в ході дослідницьких навчань було проведено навчально-бойовий пуск всіх трьох ракет 3-го дивізіону 480-го ракетного полку.
У 1982 році з'єднання передислоковано в смт Боровіха Первомайського району Алтайського краю. Увійшла до складу 33-ї ракетної армії (місто Омськ).
У 1992 році, після розпаду СРСР, дивізія перейшла під юрисдикцію Росії як 35-та ракетна дивізія.

## Склад
Дивізія в різні періоди свого існування мала наступний склад:

### 1961
- 178-й ракетний полк (Орджонікідзе, Північно-Осетинська АРСР);
- 479-й ракетний полк (Майкоп, Адигейська автономна область);
- 480-й ракетний полк (Махачкала, Дагестанська АРСР).

### 1985
- 307-й ракетний полк;
- 479-й ракетний полк;
- 480-й ракетний полк;
- 867-й ракетний полк.

## Озброєння
- з 1961 по 1981 рр. — ракетні комплекси з ракетами середньої дальності: Р-12 (8К63)
- з 1963 по 1982 рр. — ракетні комплекси з ракетами середньої дальності: Р-14 (8К65)
- мобільні ґрунтові ракетні комплекси з ракетами середньої дальності: «Піонер».

## Командири
- З 30 травня 1960 по 22 липня 1961 року — полковник Іванов Георгій Олександрович
- З 23 липня 1961 по 29 жовтня 1966 рік — генерал-майор Шевцов Володимир Никодимович
- З 29 жовтня 1966 по 2 червня 1971 рік — генерал-майор старезного Микола Іванович
- С2 червня 1971 по 20 травня 1975 року — генерал-майор Гладун Володимир Григорович
- З 20 травня 1975 по 28 жовтня 1977 року — генерал-майор Титаренко Андрій Іванович
- С2 вересня 1977 по 31 грудня 1980 рік — полковник Федоров Володимир Олексійович
- З 31 грудня 1980 по 7 березня 1983 рік — генерал-майор Михтюк, Володимир Олексійович
- З 1982 по 1984 рік — полковник Потапов Євген Сергійович.
- З 1984 по 1989 рік — генерал-майор Соловцов Микола Євгенович (з 2001 по 2009 рік — Командувач РВСП)
- З 1989 по 1992 рік — полковник Воробйов В. Г.